# Walt Disney Studios Home Entertainment
Walt Disney Studios Home Entertainment (преди Buena Vista Home Entertainment) е дистрибуторската дивизия за домашно видео на The Walt Disney Company.
От 2013 г. няма представител за България.